# Резаабад (Шазанд)
Резаабад (перс. رضااباد) — село в Ірані, у дегестані Заліян, у бахші Заліян, шагрестані Шазанд остану Марказі. За даними перепису 2006 року, його населення становило 90 осіб, що проживали у складі 24 сімей.

## Клімат
Середня річна температура становить 10,26°C, середня максимальна – 29,55°C, а середня мінімальна – -12,59°C. Середня річна кількість опадів – 290 мм.
| Клімат поселення                              | Клімат поселення | Клімат поселення | Клімат поселення | Клімат поселення | Клімат поселення | Клімат поселення | Клімат поселення | Клімат поселення | Клімат поселення | Клімат поселення | Клімат поселення | Клімат поселення | Клімат поселення |
| Показник                                      | Січ.             | Лют.             | Бер.             | Квіт.            | Трав.            | Черв.            | Лип.             | Серп.            | Вер.             | Жовт.            | Лист.            | Груд.            |                  |
| Середній максимум, °C                         | 4,86             | 7,09             | 10,94            | 17,71            | 22,98            | 27,81            | 29,34            | 29,55            | 24,45            | 18,20            | 11,56            | 6,23             |                  |
| Середня температура, °C                       | −3,86            | −1,63            | 2,22             | 8,98             | 14,26            | 19,10            | 23,45            | 23,66            | 18,57            | 12,31            | 5,68             | 0,35             |                  |
| Середній мінімум, °C                          | −12,59           | −10,35           | −6,49            | 0,26             | 5,54             | 10,37            | 17,58            | 17,78            | 12,70            | 6,43             | −0,21            | −5,54            |                  |
| Норма опадів, мм                              | 45               | 39               | 53               | 39               | 34               | 7                | 1                | 1                | 1                | 5                | 26               | 39               |                  |
| Середньомісячна швидкість вітру, м/с          | 1.25             | 2.27             | 2.92             | 2.78             | 2.38             | 2.31             | 2.32             | 2.20             | 2.18             | 1.97             | 1.87             | 1.22             |                  |
| Середньомісячна сонячна радіація, кДж/м²·день | 9462             | 12541            | 15152            | 18413            | 22505            | 27102            | 26086            | 24206            | 21413            | 15971            | 11223            | 9199             |                  |
| --------------------------------------------- | ---------------- | ---------------- | ---------------- | ---------------- | ---------------- | ---------------- | ---------------- | ---------------- | ---------------- | ---------------- | ---------------- | ---------------- | ---------------- |
| Джерело:                                      |                  |                  |                  |                  |                  |                  |                  |                  |                  |                  |                  |                  |                  |